# J.-André Fortin
Pour les articles homonymes, voir Fortin.
André Fortin est un professeur, chercheur et biologiste québécois né en 1937.

## Biographie
Dès son jeune âge, André Fortin est initié à la sylviculture et à la mycologie sous l’influence de son père et de sa tante.  Il fut, à 14 ans, la plus jeune recrue du Cercle des mycologues amateurs de Québec, dont il sera le président en 2016.  Il entreprend un parcours académique, d’abord à l’Université Laval (baccalauréat en biologie en 1962), ensuite à l’Université du Wisconsin (maîtrise en botanique en 1964), il revient à l’Université Laval (doctorat en biologie forestière en 1966) et enfin il fait un stage à l’Institut Pasteur de Paris en microbiologie du sol en 1967.
André Fortin est un spécialiste de la microbiologie du sol, notamment des mycorhizes. Il a enseigné à l'Université Laval et à l'Université de Montréal. Il fut également le directeur-fondateur de l’Institut de recherches en biologie végétale de l’Université de Montréal et de la ville de Montréal. 
Radio-Canada lui a décerné le titre de scientifique de l'année de Radio-Canada en 1990 pour sa contribution à la création de l’Institut de recherche en biologie végétale de l'Université et de la Ville de Montréal.

## Distinctions
- 1982 : Prix Acfas Léo-Pariseau[4]
- 1990 : Scientifique de l'année par la Société Radio-Canada[3]